# Robert Valley
Robert Valley (* 1969 in Vancouver) ist ein kanadischer Animator und Filmregisseur, der für einen Oscar nominiert wurde.

## Karriere
Robert Valley wurde 1969 in Vancouver geboren, wuchs dort auf und besuchte das Emily Carr College.
Valleys Karriere begann in den 1990er Jahren, als er zum Beispiel für die Fernsehserie Æon Flux für das Storyboard verantwortlich war. Für die Zeichentrickserie TRON: Der Aufstand war er als Charakter-Designer verantwortlich. Für seine Animationen und seine Beteiligung als Regisseur des animierten Kurzfilms Pear Cider and Cigarettes erhielt Valley bei der Oscarverleihung 2017 eine Nominierung in der Kategorie Bester animierter Kurzfilm. Die Auszeichnung erhielten jedoch Alan Barillaro und Marc Sondheimer für ihren Beitrag Piper.

## Filmografie (Auswahl)
- 1995: Æon Flux (Fernsehserie)
- 2004: Riddick: Krieger der Finsternis (The Chronicles of Riddick: Dark Fury, Kurzfilm)
- 2012: TRON: Der Aufstand (TRON: Uprising, Fernsehserie)
- 2013: Wonder Woman (Fernsehserie)
- 2016: Pear Cider and Cigarettes (Kurzfilm)
- 2019–2021: Love, Death & Robots (Fernsehserie, zwei Folgen)